# Pandemia de COVID-19 en Míchigan
Los primeros casos de la pandemia de enfermedad por coronavirus en Míchigan, estado de los Estados Unidos, inició el 10 de marzo de 2020. Hay 58.241 casos confirmados, 38.099 recuperados y 5.595 fallecidos.

## Cronología

### Marzo
10 de marzo: Los primeros dos casos del estado se confirmaron en el área de Detroit, uno en el condado de Wayne que había viajado a nivel nacional y uno en el condado de Oakland que había viajado internacionalmente. La gobernadora Gretchen Whitmer declaró el estado de emergencia.
18 de marzo: Quince casos confirmados para un total oficial de 80. La primera muerte del estado fue confirmada en Beaumont Health en el condado de Wayne, un hombre de Southgate de unos 50 años con condiciones de salud subyacentes. Dos muertes más reportadas: un hombre de 81 años en Detroit y una mujer de 50 años con problemas de salud subyacentes en Pontiac.
19 de marzo: El recuento oficial se actualizó a 336 casos positivos, que incluyeron pruebas privadas de las dos semanas anteriores que no se habían incluido en los totales anteriores. Sin embargo, más tarde en el día, un caso cada uno en los condados de Isabella y Genesee fue retirado de la cuenta del gobierno debido a errores en los informes, disminuyendo el total a 334.

### Abril
2 de abril: El estado informa que se confirmaron 1,417 casos más, para un total de 10,791, así como 80 nuevas muertes, para un total de 417. El Departamento de Salud y Servicios Sociales de los Estados Unidos emitió una orden de emergencia que requiere el cumplimiento de las órdenes ejecutivas del estado bajo pena de multas civiles de hasta $ 1,000 y la derivación a agencias de licencias para su cumplimiento.

### Mayo
1 de mayo: La gobernadora Gretchen Whitmer extiende la orden de quedarse en casa hasta el 28 de mayo. Modifica algunas de las restricciones de las órdenes anteriores y permite que las fábricas vuelvan a abrir a partir del 11 de mayo.

### Junio
4 de junio: El estado informa 206 nuevos casos, por un total de 58.241, así como 25 nuevas muertes, por un total de 5.595.

## Respuesta gubernamental
El 20 de marzo, la gobernadora Whitmer firmó una orden ejecutiva que prohíbe a los propietarios presentar solicitudes de desalojo contra inquilinos hasta el 17 de abril, que dice que "alivia a los tribunales de ciertas restricciones legales para permitirles suspender los procedimientos relacionados con el desalojo hasta que haya pasado la emergencia COVID-19 ". También en esa fecha, Whitmer firmó una orden ejecutiva para que las instalaciones médicas y dentales pospongan cualquier procedimiento "no esencial", como cirugía plástica y blanqueamiento dental, a partir del 20 de marzo hasta el momento en que se levanta el estado de emergencia. El 21 de marzo, Whitmer emitió una orden ejecutiva para cerrar las instalaciones que brindan servicios de cuidado personal no esenciales como salones de belleza y uñas, salones de bronceado, spas y negocios que ofrecen masajes, tatuajes, arte corporal y pírsines, hasta el 13 de abril. El 30 de marzo, la gobernadora Whitmer firmó una orden ejecutiva que prohíbe las visitas veterinarias no esenciales.
El 23 de marzo, la gobernadora Whitmer emitió una orden estatal de permanencia en el hogar, comenzando la mañana del martes 24 de marzo y con una duración de al menos tres semanas, hasta el 13 de abril. El 17 de abril, la gobernadora Whitmer describió un plan para reabrir la economía del estado a partir del 1 de mayo, luego de que expire su última orden de permanencia en el hogar.
El 27 de mayo, la Universidad Estatal de Míchigan anunció que los estudiantes regresarán al campus en el otoño con un sistema híbrido para clases presenciales y virtuales. Después de la inundación en Midland debido a que dos represas se rompieron el 20 de mayo y forzaron evacuaciones masivas, el senador Jim Stamas le pide al gobernador Whitmer que vuelva a abrir restaurantes en el área.